# 残飯シチュー
残飯シチュー（ざんぱんシチュー）は、太平洋戦争終戦直後（1945年〈昭和20年〉から1946年〈昭和21年〉頃）の日本の闇市で提供されていた料理の一つ。「シチュー」とは名ばかりで、当時の日本を占拠していた連合国軍最高司令官総司令部（以下、進駐軍と略）の残飯を再利用したものだが、東京都など各地の闇市で大変な人気を呼んだ。

## 概要
進駐軍の食堂から出た残飯が非正規のルートで闇市へ運ばれ、これを大鍋に開け、水を加えて煮込み直すことで作られており、調理器具は鍋の代わりにドラム缶が用いられることもあった。そのほかに手を加えることといえば、せいぜい量を増すために刻んだタマネギなどを加えるか、調味料として塩を加えるか、腐敗防止のために砂糖やカレー粉を加えるといった程度であった。調理の手間はほとんどないが、当時としてはこれが正当な調理法であった。値段は1杯10円程度であった。名称は「栄養シチュー」「ホルモン・シチュー」「ゴッテリシチュー」「栄養スープ」などとも呼ばれた。
戦後の世相を綴った小説『自由学校』には、この残飯シチューのことが「戦後シチュウ」の名でリアルに描写されている。それによればひどく熱く、どろどろとした食感の濃い汁の中に、豚肉らしき塊、コンビーフ、鶏肉の骨、ジャガイモ、ニンジン、セロリの根、包装の銀紙の貼りついたままのチーズ、缶詰らしきトウモロコシ、グリーンピース、マッシュルーム、アズキ、うどんの欠片などが入っており、肉の量が非常に多く、戦前の安物の洋食のシチューよりはるかに上等だったとある。
実際に食べた者の体験談によれば、肉や野菜の欠片、コンビーフ、ハンバーグの欠片、チーズ、ジャガイモ、うずら豆、スパゲッティなどの混ざった残飯を、原型を留めないほど煮込んだもので、油気が大変強いものであった。食べ物ならまだしも、チューインガムのかす、セロファンの欠片、たばこの空き箱、たばこの吸い殻、スプーン、ネズミの死骸が入っていたともいい、挙句には使用済みのコンドームが入っていたという話もある。味については「美味」という意見もあれば「食えた代物ではなかった」との意見もあるなど、人によって評価が大きく分かれている。元が残飯だけに、特有の饐えた臭気があり、時間が経つにつれて酸味が漂ったともいう。
真偽のほどは不明だが、これを精選したものが銀座で高級フランス料理と称して提供されていたともいわれ、前述の『自由学校』によれば、ねっとりと甘く、油濃く、動物性の汁粉のような腹の張る味と述べられている。

## 反響
復興後の日本の感覚では家畜の餌に等しいともいえる代物であり、食べ物に不自由することがほぼ無い現在においては到底考えられない食べ物だが、当時は大人気を呼び、多くの人々がこれで飢えを凌いだ。
東京都内では、上野、新宿、新橋、池袋など主要各駅付近に闇市が乱立し、その多くで残飯シチューが大人気を博していた。上野のアメヤ横丁にかつて存在した闇市でも残飯シチューは最も人気があり、客たちは大鍋の前に長い行列をなし、前述のように食べ物以外のものが混入することがあったにもかかわらず、皆が喜んで食べたという。新宿東口の闇市を取り仕切った和田組でも、残飯シチューは名物メニューとされていた。新宿の残飯の出所はもっぱら、当時進駐軍に接収されていた伊勢丹であり、専門の荷運びの者が伊勢丹から残飯を大袋で担ぎ、毎朝闇市へ運んできたという。
東京のほか、横浜の闇市でも売られていた。闇市で食べるだけではなく、世帯持ちが鍋や飯盒を持参し、買いに来ることもあった。
こうした人気の要因は、当時の成人の必須カロリーは2400キロカロリー、労働者で3000キロカロリー程度とされたにもかかわらず、配給の食事では1200キロカロリー程度しか賄うことができず、当時の人々にとっては貴重な栄養源であり、蛋白源であったこと、加えて安価であったことなどと考えられている。
この人気ぶりは裏を返せば、残飯のような非衛生を気にしてはいられないほど、人々の食生活が悲惨な状況下にあったことにほかならず、敗戦の象徴にふさわしい料理、戦後の闇市の象徴として最も代表的な料理とも考えられている。東京都千代田区の博物館「昭和館」にも復元品が展示されており、飽食時代を生きた来館者からは「最も堪えた」との声もある。

## 類例
残飯シチューに類するものは、警察の夜食としても提供されている。小平事件では捜査本部が警視庁の高輪警察署に置かれたが、捜査員に提供する夜食の確保に困った同署は進駐軍に残飯の払い下げを申し出ている。ただし、残飯といっても食い残しではなく、調理の残り物の材料であった。その中には野菜も肉も入っていたが、それをすべてドラム缶に入れて一緒に煮込んだ。食べるときはドラム缶を捜査員全員で囲みながら食したが、平塚八兵衛によれば味がしみ込んで美味しかったという。ある日、食べていた捜査員の一人が噛み切れないものがあったので、吐き出すとコンドームであった。警視庁が進駐軍の調理主任に抗議したが、混入した原因はわからなかったという。また、同事件の被害者の一人を司法解剖したところ、胃の中から当時の日本では入手困難なマカロニやソーセージが出てきたため、進駐軍のランドリーに勤務していた犯人が捜査線上に挙がっている。犯人は進駐軍の残飯をかき集めて女性を誘い込み、犯行におよんでいたという。
世界恐慌の際にMulligan stew（マリガンシチュー）という料理があり、アメリカの浮浪者達が食べられ、タバコの吸い殻などを入れていた。